# Малая Решетиловка
Малая Решетиловка (укр. Мала Решетилівка) — село,
Великобагачанский поселковый совет,
Великобагачанский район,
Полтавская область,
Украина.
Код КОАТУУ — 5320255107. Население по переписи 2001 года составляло 94 человека.

## Географическое положение
Село Малая Решетиловка находится на левом берегу реки Псёл,
ниже по течению на расстоянии в 1,5 км расположено село Затон,
на противоположном берегу — пгт Великая Багачка.
Село окружено большим лесным массивом (сосна).